# Bandera de Sant Llorenç de la Muga
La bandera oficial de Sant Llorenç de la Muga té la descripció següent:
Bandera apaïsada, de proporcions dos d'alt per tres de llarg, bicolor en barra groga i blau clar.

## Història
En la bandera es representen dos dels esmalts presents a l'escut heràldic municipal, el groc del camper i el blau de la faixa ondada, i es prescindeix de l'element de la graella de sable (negre) per tal d'aconseguir una major senzillesa.
Va ser aprovada el 9 d'octubre de 2009 i publicada en el DOGC el 26 d'octubre del mateix any amb el número 5491.